# Nurcan Taylan
Nurcan Taylan (Ankara, 29 ottobre 1983) è un'ex sollevatrice turca vincitrice della medaglia d'oro alle Olimpiadi di Atene del 2004 e tre volte campionessa europea, che gareggiò nelle categorie dei pesi gallo e pesi piuma, squalificata a vita per doping nel 2016.

## Carriera
Nativa del Distretto di Mamak, terza figlia di una famiglia povera originaria di Sivas, una città del Distretto di Hafik nell'Anatolia centrale, venne scoperta all'età di undici anni da Mehmet Üstündağ, ex sollevatore a livello nazionale, allenatore e suo insegnante di educazione fisica presso la scuola secondaria Mamak di Ankara.
Stabilì due record mondiali e cinque record olimpici nella categoria dei pesi gallo femminile alle Olimpiadi estive del 2004 ad Atene. È la prima medaglia d'oro olimpica femminile della Turchia; in quell'anno, nel ranking mondiale, risultò prima nella categoria davanti alle cinesi Li Zhuo e Gao Wei e alla thailandese Aree Wiratthaworn.

## Scandalo Üstündağ
Nel settembre 2004, un tribunale turco ha ordinato l'arresto dell'allenatore della squadra di sollevamento pesi femminile turca, Mehmet Üstündağ, dopo che tre atlete avevano sporto denuncia per molestie sessuali contro di lui. In tribunale, Üstündağ ha negato le accuse di ripetute molestie sessuali e fisiche risalenti a diversi anni fa, avanzate da Sibel Şimşek, Aylin Daşdelen e Şule Şahbaz, tutte componenti della squadra femminile turca alle Olimpiadi di Atene 2004.
Il tribunale ordinò la detenzione di Üstündağ in considerazione "della natura del presunto crimine, delle prove raccolte e dei sentimenti di rabbia che ha ispirato nel pubblico". Le accuse raggiunsero i media nazionali per la prima volta all'inizio di settembre, quando le tre atlete rilasciarono ampie interviste a giornali e canali televisivi. Daşdelen disse che Üstündağ aveva anche l'abitudine di "intimidire" i suoi accusati, arrivando al punto di incolpare le atlete per il suicidio, nel 1999, della compagna di squadra Esma Can. L'unico sostegno per Üstündağ venne dalla Taylan, che a sua volta "accusò" le sue tre compagne di squadra di essere lesbiche. Le autorità sportive turche avviarono immediatamente un'indagine ufficiale. Üstündağ era stato indagato per accuse simili quattro anni prima, ma le prove si rivelarono inconsistenti. A causa di questo scandalo, che ebbe grandissima eco mediatica, la Federazione turca di sollevamento pesi non permise alla Taylan di partecipare ai campionati europei di Sofia nel 2005.

## Casi di doping
Nell'ottobre del 2011 venne squalificata per quattro anni dalla IWF dopo essere risultata positiva allo steroide anabolizzante Metandrostenolone, non partecipando alle Olimpiadi di Londra del 2012.
Nell'ottobre 2012, la sua sospensione venne ridotta a due anni che le permisero di riprendere la carriera nell'ottobre 2013. Venne nuovamente squalificata a vita nel 2016 e tutti i risultati ottenuti dall'Olimpiade di Pechino del 2008 all'Olimpiade di Rio de Janeiro del 2016 furono invalidati e le classifiche individuali vennero cambiate.
Le furono tolte complessivamente 24 medaglie, sia nel totale dell'esercizio che nelle singole specialità:
- 8 medaglie (due d'oro, cinque d'argento e una di bronzo) ai campionati mondiali (Goyang 2009, Adalia 2010, Almaty 2014 e Houston 2016);
- 14 medaglie (dieci d'oro, due d'argento e due di bronzo) ai campionati europei (Bucarest 2009, Minsk 2010, Kazan' 2011, Tel Aviv 2014, Tbilisi 2015 e Førde 2016);
- 1 medaglia d'oro ai Giochi del Mediterraneo (Pescara 2009).